# Covey Rocks
Die Covey Rocks (von englisch covey ‚Schwarm, Schar, Gruppe‘, in Argentinien Rocas Gorriti) sind eine kleine Gruppe aus sechs Rifffelsen vor der Loubet-Küste des Grahamlands auf der Antarktischen Halbinsel. Sie liegen im Laubeuf-Fjord auf halbem Weg zwischen der Piñero-Insel und Kap Sáenz.
Teilnehmer der British Graham Land Expedition (1934–1937) unter der Leitung des australischen Polarforschers John Rymill nahmen 1936 eine grobe Kartierung der Felsen vor. Der Falkland Islands Dependencies Survey führte 1948 Vermessungen durch und benannte sie aufgrund ihrer Ähnlichkeit mit einem Schwarm (bzw. Kette) Rebhühner in einem Feld. Namensgeber der argentinischen Benennung ist der argentinische Freiheitskämpfer Juan Ignacio Gorriti (1776–1842).